# 12. Landwehr-Division (Deutsches Kaiserreich)
Die 12. Landwehr-Division war ein Großverband der Preußischen Armee im Ersten Weltkrieg.

## Gliederung

### Kriegsgliederung vom 14. April 1915
- 55. Landwehr-Infanterie-Brigade
  - Landwehr-Infanterie-Regiment Nr. 56
  - Reserve-Jäger-Bataillon Nr. 8
  - 2. Landsturm-Bataillon Heidelberg
  - 1. Zug/Radfahr-Kompanie Nr. 4
- 82. Landwehr-Infanterie-Brigade
  - Landwehr-Infanterie-Regiment Nr. 40
  - Feld-MG-Zug Nr. 20
  - Feld-MG-Zug Nr. 21
  - Festungs-MG-Trupp B aus Neubreisach
  - ¼ Ersatz-Eskadron/Jäger-Regiment zu Pferde Nr. 3
  - Ersatz-Abteilung/Feldartillerie-Regiment „Großherzog“ (1. Badisches) Nr. 14
    - Landwehr-Feldartillerie-Batterie Nr. 76

  - 1. Abteilung/Reserve-Feldartillerie-Regiment Nr. 30
  - II. Bataillon/Hohenzollernsches Fußartillerie-Regiment Nr. 13
  - 1. Landwehr-Pionier-Kompanie/X. Armee-Korps
  - 1. Landwehr-Pionier-Kompanie/XIV. Armee-Korps
  - Landsturm-Pionier-Zug aus Neubreisach
  - Mittlere Minienwerfer-Abteilung Nr. 151
  - Lichtsignal-Abteilung aus Neubreisach

## Gefechtskalender
Die Division wurde am 13. April 1915 an der Westfront zusammengestellt und war hier bis Mitte Mai 1917 im Einsatz. Dann erfolgte die Verlegung an die Ostfront, wo der Verband nach dem dortigen Waffenstillstand am 20. März 1918 zur Ostsee-Division umgebildet wurde.

### 1915
- 16. bis 26. April --- Kämpfe am Hartmannsweilerkopf
- ab 16. April --- Stellungskampf im Oberelsaß
  - 14. bis 21. Juni --- Gefecht am Hilsenfirst

### 1916
- Stellungskampf im Oberelsaß

### 1917
- bis 15. Mai --- Stellungskampf im Oberelsaß
- 15. bis 20. Mai --- Transport nach dem Osten
- 20. Mai bis 7. Dezember --- Stellungskrieg südlich Brody
  - 19. Juli --- Durchbruchsschlacht in Ostgalizien
- 7. bis 17. Dezember --- Waffenruhe
- ab 17. Dezember --- Waffenstillstand

### 1918
- bis 18. Februar --- Waffenstillstand

## Kommandeure
| Dienstgrad      | Name                      | Datum                                  |
| --------------- | ------------------------- | -------------------------------------- |
| Generalleutnant | Kurt von Kehler           | 7. bis 18. April 1915                  |
| Generalleutnant | Theodor Mengelbier        | 19. April 1915 bis 23. April 1916      |
| Generalmajor    | Paul von Drabich-Waechter | 24. April 1916 bis 24. November 1917   |
| Generalmajor    | Otto Martin von Weise     | 25. November 1917 bis 24. Februar 1918 |
| Generalmajor    | Rüdiger von der Goltz     | 25. Februar bis 19. März 1918          |